# Luftlinientarif
Ein Luftlinientarif ist ein Tarifsystem im ÖPNV, dessen Preis auf der Distanz zwischen Abfahrtsort und Reiseziel auf der idealisierten Erdoberfläche beruht.
In der Regel wird dabei ein Grundfahrpreis veranschlagt und zusätzlich ein Kilometertarif berechnet.
Der Preis wird dabei insgesamt so gewählt, dass in den meisten Fällen der Luftlinientarif günstiger als eine entsprechende reguläre Fahrkarte ist.

## Umsetzung
Die Nutzung eines Luftlinientarifs ist ausschließlich als Handyticket möglich und benötigt neben einer Internetdatenverbindung auch ein Navigationssystem (z. B. GPS), sowie ein Bildschirm zur Anzeige von kodierten Bildern bei Fahrkartenkontrollen.
Fahrtantritt und -ende müssen jeweils vom Nutzer registriert werden.

## Beschränkungen
- Die Fahrkarten sind personengebunden. Das mobile Endgerät kann nicht zwischen mehreren Nutzern weitergegeben werden.
- Die Haftung wird vollständig auf den Fahrgast übertragen. Fällt etwa während der Fahrt eine Komponente aus, zählt dies als Fahren ohne Fahrschein.